# Creoleon mortifer
Creoleon mortifer är en insektsart som först beskrevs av Walker 1853.  Creoleon mortifer ingår i släktet Creoleon och familjen myrlejonsländor. Inga underarter finns listade i Catalogue of Life.